# Fèvre & Cie

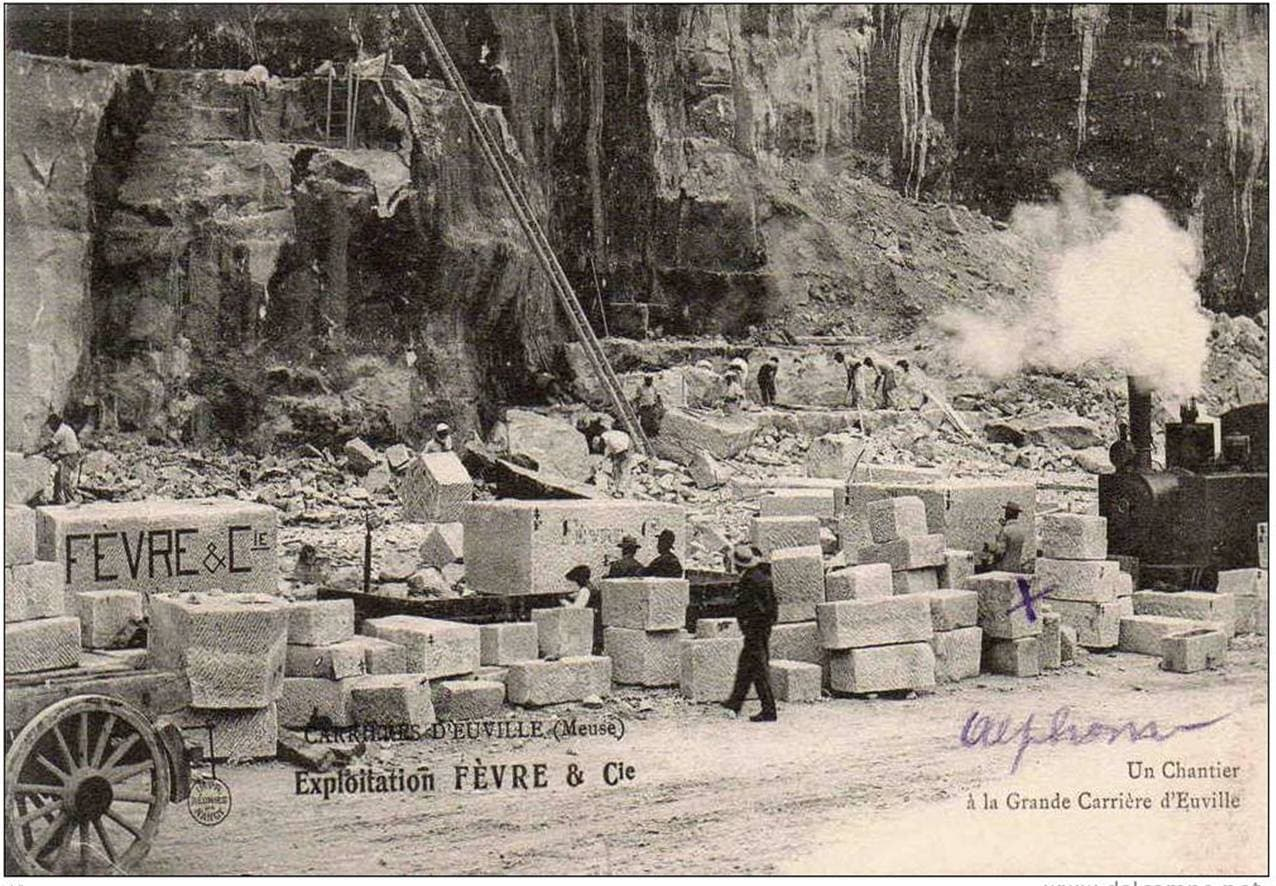
Abbau der Steine im großen Steinbruch von Euville

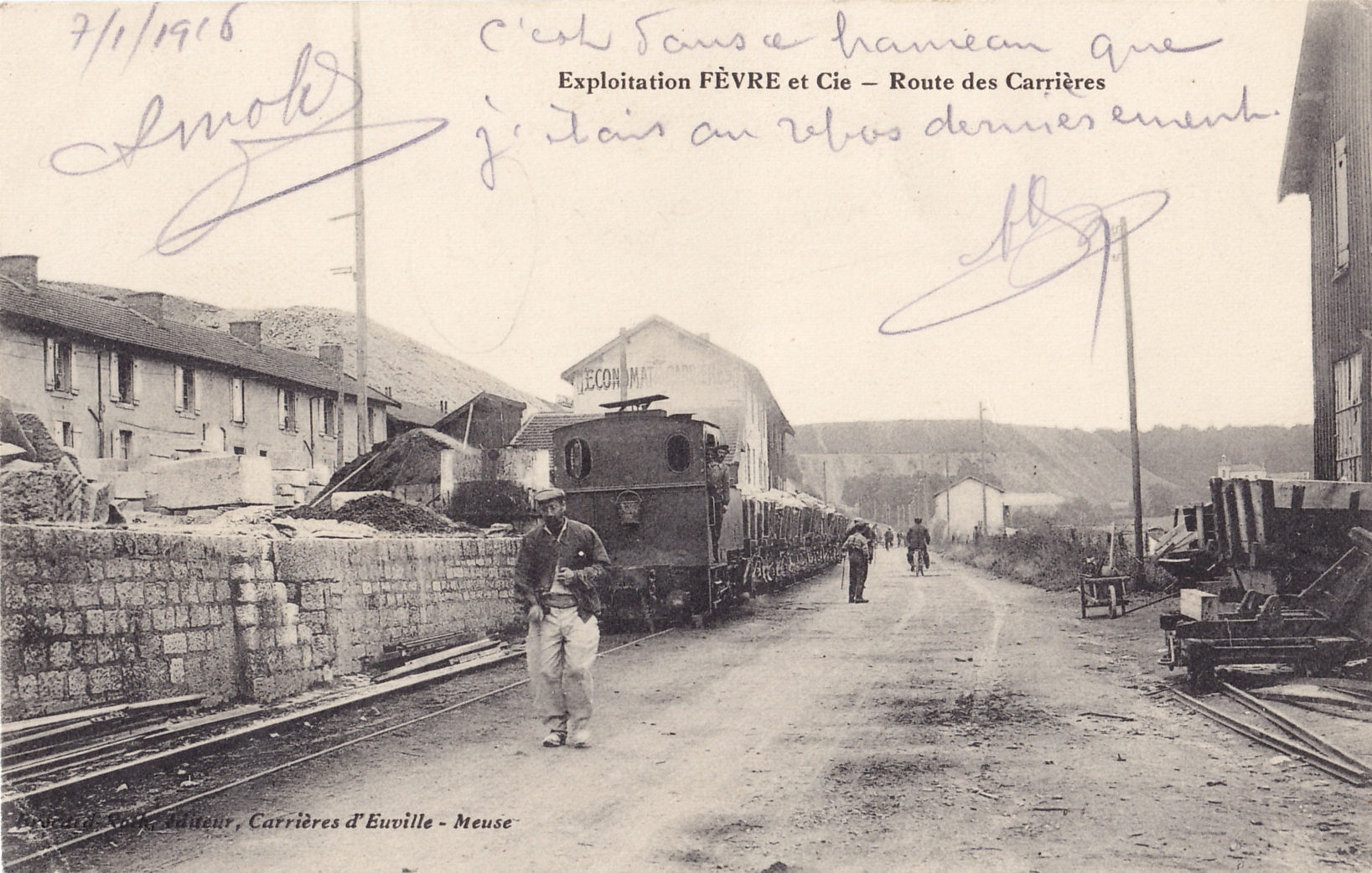
Transport mit der Feldbahn durch Euville

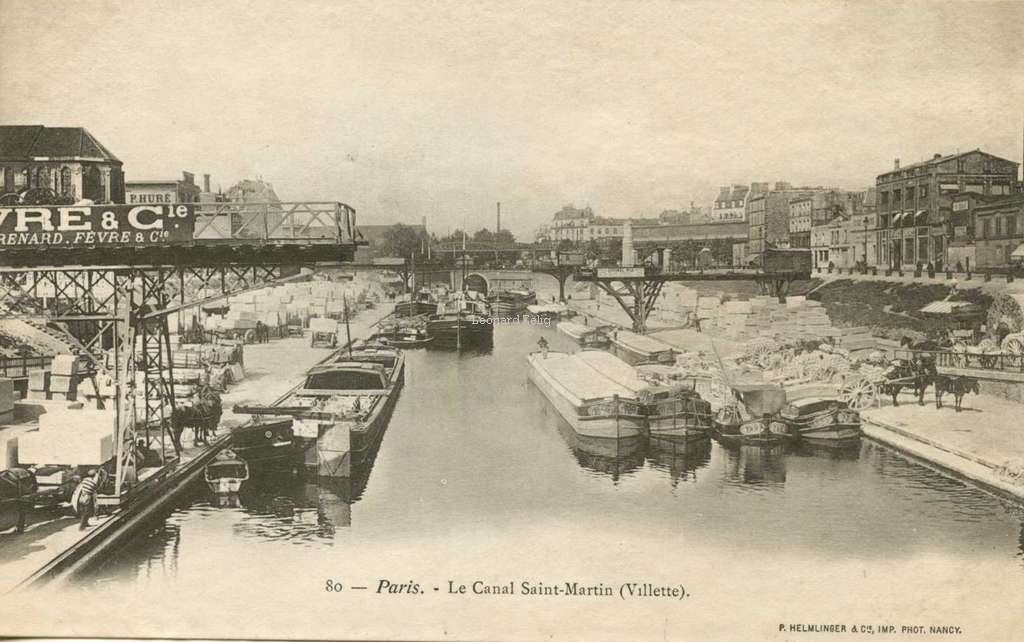
Verkauf am Bassin de la Villette am Canal Saint-Martin in Paris

Fèvre & Cie war ein Betreiber von Steinbrüchen in Frankreich.

## Geschichte
Das Unternehmen wurde in Chassignelles als Renard, Fèvre & Cie gegründet und am 12. Februar 1895 als Aktiengesellschaft Carrières et Scieries de Bourgogne registriert. Es diente dem Abbau, dem Zerteilen, dem Sägen und dem Handel mit Steinen in Form von Blöcken und Platten sowie ähnlichen Produkten.
Die Société Fèvre & Cie begann mit der Ausbeutung von Steinbrüchen in Burgund, dann in ganz Frankreich, und interessierte sich ab 1922 für das Marmorvorkommen von Djebel Filfila in Algerien, dessen Abbaurechte sie erwarb, um mit den italienischen Marmorarbeitern zu konkurrieren. Sie gründete die Gesellschaft Marmaro, um dieses Vorkommen auszubeuten.
Nach vielen Jahren des Aufschwungs begann für das Unternehmen 1931 eine Wirtschaftskrise, in der sich Verluste mit mageren Gewinnen abwechselten. Erst während des Zweiten Weltkriegs, zu der Zeit, in der es an Kohle mangelte, war die Verwendung von Stein anstelle von Zement wieder vorteilhaft, da dessen Herstellung große Mengen an Brennstoff erfordert. Der Umsatz, der 1944 noch 24 Millionen Franc betrug, erreichte 1951 mit 545,4 Millionen Franc einen ersten Rekordwert.
Fèvre & Cie schlossen sich mit Dervillé und Marbres Français zur Firmengruppe Dervillé Fèvre zusammen. Diese betrieb Steinbrüche in Arudy, Brauvilliers, Caunes-Minervois, Charentenay-Cleris, Chassignelles, Chauvigny-Artiges, Comblanchien-Commune, Comblanchien-Rocheron, Come, Corgoloin-Musancy, Euville-Briantville, Évenos, Longchant, Massangis-Vaurion, Montanier, Pouillenay, Saint-Maximin, Saint-Vaast, Savonnières-Bernais, Sireuil-Hauteroche, Tervoux und Vilhonneur-Baumaine, bis sie 1976 von Rocamat übernommen wurde, die als Civet, Pommier & Cie gegründet worden war.
Rocamat hat seinen Hauptsitz auf der L’Île-Saint-Denis im Norden von Paris und betreibt 30 Kalksteinbrüche in Frankreich sowie vier große Verarbeitungsbetriebe. Das Unternehmen beschäftigt 250 Mitarbeiter und verkauft Stein sowohl als Blöcke und Platten als auch als fertige Verkleidungen, Fußböden und Mauerwerk. Im November 2017 musste das Unternehmen Insolvenz anmelden. Das kanadische Unternehmen Polycor bestätigte am 27. Februar 2023, dass es 100 % der Anteile an der Firma übernehmen werde.